# San Francisco (Tovar)
Pour les articles homonymes, voir San Francisco (homonymie).
San Francisco est l'une des quatre paroisses civiles de la municipalité de Tovar dans l'État de Mérida au Venezuela. Sa capitale est Tovar, chef-lieu de la municipalité.